# Îlots Evangelistas
Ne doit pas être confondu avec Îlots des Apôtres.
Les îlots Evangelistas (en espagnol : Islotes Evangelistas) constituent un archipel situé dans l'océan Pacifique, au large de l'embouchure occidentale du détroit de Magellan, dans la région de Magallanes et de l'Antarctique chilien, au sud du Chili. 

## Situation géographique
Le groupe d'îlots Evangelistas est situé dans l'océan Pacifique, dans le prolongement de l'embouchure occidentale du détroit de Magellan. Il se compose de quatre îlots principaux : 
- Evangelistas Grande, qui mesure 400 m x 400 m ;
- Elcano, qui mesure 300 m x 100 m ;
- Lobos, qui mesure 300 m x 150 m ;
- et, Pan de Azúcar, qui mesure 200 m x 200 m ;

L'îlot Evangelistas Grande étant le plus grand en taille et le plus proéminent avec une altitude de 60 mètres, il est situé à 52° 23′ 18″ S, 75° 05′ 42″ O. À ces îlots il convient d'ajouter quelques gros rochers et brisants.
Par temps clair, les îlots sont visibles à une distance de 15 milles, ils servent de point de repère pour les navires qui souhaitent emprunter le détroit de Magellan depuis l'océan Pacifique. Ils sont balayés toute l'année par les vents violents, caractéristiques des « Cinquantièmes hurlants ».

## Dangers pour la navigation
Au nord-ouest de l'îlot Pan de Azúcar se trouve un banc de sable immergé sur lesquelles les vagues viennent se briser lorsque la mer est agitée.
À l'est du groupe d'îlots, les eaux sont profondes, mais vers les 41/2 milles en direction des îles Cuarenta Días des rochers affleurants rendent la navigation très dangereuse. Par beau temps, un navire peut mouiller entre l'îlot Grande et l'îlot Elcano.

## Le phare Evangelistas
Sur l'îlot Grande — le plus proéminent — s'élève un phare surnommé « phare Evangelistas », entretenu par des militaires de l'Armada de Chile.
Depuis sa construction en 1896, par l'ingénieur écossais George Henry Slight, ce phare est considéré comme un prodige d’ingénierie en raison des difficultés soulevées par sa construction et son réapprovisionnement.

### Sources et bibliographie
- (es) Instituto Hidrográfico de la Armada de Chile, Atlas Hidrográfico de Chile, Valparaíso, Chili, Instituto Hidrográfico de la Armada, 1974
- (es) Instituto Hidrográfico de la Armada de Chile, Derrotero de la Costa de Chile, vol. III, Valparaíso, Chili, Instituto Hidrográfico de la Armada, 1982